# NGC 715
NGC 715 في الفهرس العام الجديد، هي مجرة، تقع في كوكبة قيطس. اكتشفت في 12 ديسمبر 1885 بواسطة أورموند ستون.

## روابط خارجية
- NGC 715 على موقع ويكي سكاي: DSS2, SDSS, GALEX, IRAS, Hydrogen α, X-Ray, Astrophoto, Sky Map, Articles and images